# 米爾瓦湖
58°7′50″N 27°22′20″E / 58.13056°N 27.37222°E
米爾瓦湖，是愛沙尼亞的湖泊，位於該國東南部，由珀爾瓦縣負責管轄，處於賴皮納以東8公里，長2.65公里、寬0.5公里，面積0.79平方公里，平均水深2米，最大水深3.2米。